# Truszki-Patory
Truszki-Patory – wieś w Polsce położona w województwie podlaskim, w powiecie kolneńskim, w gminie Kolno.
W latach 1975–1998 miejscowość administracyjnie należała do województwa łomżyńskiego. Wieś stanowi wspólne sołectwo z wsią Truszki-Kucze.
Gniazdo rodowe zamieszkałe od XIV wieku do chwili obecnej przez Truszkowskich herbu Bończa.
Wierni kościoła rzymskokatolickiego należą do parafii Zwiastowania Najświętszej Maryi Panny w Lachowie.